# Station Imafuku-Tsurumi
Station Imafuku-Tsurumi (今福鶴見駅, Imafuku-Tsurumi-eki) is een metrostation in de wijk Jōtō-ku, Osaka, Japan. Het wordt aangedaan door de Nagahori Tsurumi-ryokuchi-lijn. Het ligt op de grens van de wijken Jōtō-ku en Tsurumi-ku.

## Treindienst

### Nagahori Tsurumi-ryokuchi-lijn(stationsnummer N24)
| 1 | ■ Nagahori Tsurumi-ryokuchi-lijn | richting Kadoma-Minami                    |
| 2 | ■ Nagahori Tsurumi-ryokuchi-lijn | richting Kyōbashi, Shinsaibashi en Taishō |

## Geschiedenis
Het station werd in 1990 geopend.

## Overig openbaar vervoer
- Bussen 36, 68 en 86
- Kintetsu: bussen 10, 11 en 17

## Stationsomgeving
- Izumiya (supermarkt)
- Kansai Super (supermarkt)
- Sunkus
- Tsutaya
- Round1
- AEON MALL Tsurumi Leafa (winkelcentrum)
- Imafuku Higashi-park
- Hoofdkantoor van Asahipen
- Autoweg 479

Taishō · Dome-mae Chiyozaki · Nishi-Nagahori · Nishiōhashi · Shinsaibashi · Nagahoribashi · Matsuyamachi · Tanimachi Rokuchōme · Tamatsukuri · Morinomiya · Osaka Business Park · Kyōbashi · Gamō Yonchōme · Imafuku-Tsurumi · Yokozutsumi · Tsurumi-Ryokuchi · Kadoma-Minami